# Pantherodes pardalaria
Pantherodes pardalaria é um inseto da ordem Lepidoptera; uma mariposa, ou traça, diurna e neotropical da família Geometridae; classificada em 1823 por Jakob Hübner, na página 25 da obra Zuträge zur Sammlung exotischer Schmetterlinge, volume 2 (descrição nº 168.), com a denominação Panthera pardalaria e sendo a espécie-tipo do seu gêneroː Pantherodes. Ela está citada numa ampla distribuição geográfica que vai do México até a Argentina, o seu holótipo coletado no Rio de Janeiro; Hübner afirmando que "é uma das espécies mais distintas, tanto pelas suas delicadas manchas de pantera como pelo seu esquema de cores apropriado".

## Nomenclatura vernácula
No Brasil esta espécie, mais comum nos estados do sudeste e sul, tem recebido, na Internet, as denominações vernáculas mariposa-onça, mariposa-pantera ou mariposa-leopardo por apresentar característicos desenhos sobre fundo amarelo na vista superior e inferior das suas asas, similares às manchas de certos felídeos e dotados de contornos acinzentados com áreas centrais e laterais enegrecidas; tais desenhos também similares aos de outras espécies de seu gênero, como Pantherodes colubraria Guenée, 1858, uma outra espécie brasileira, e que fazem o não-especialista acreditar avistar uma borboleta, por sua coloração.

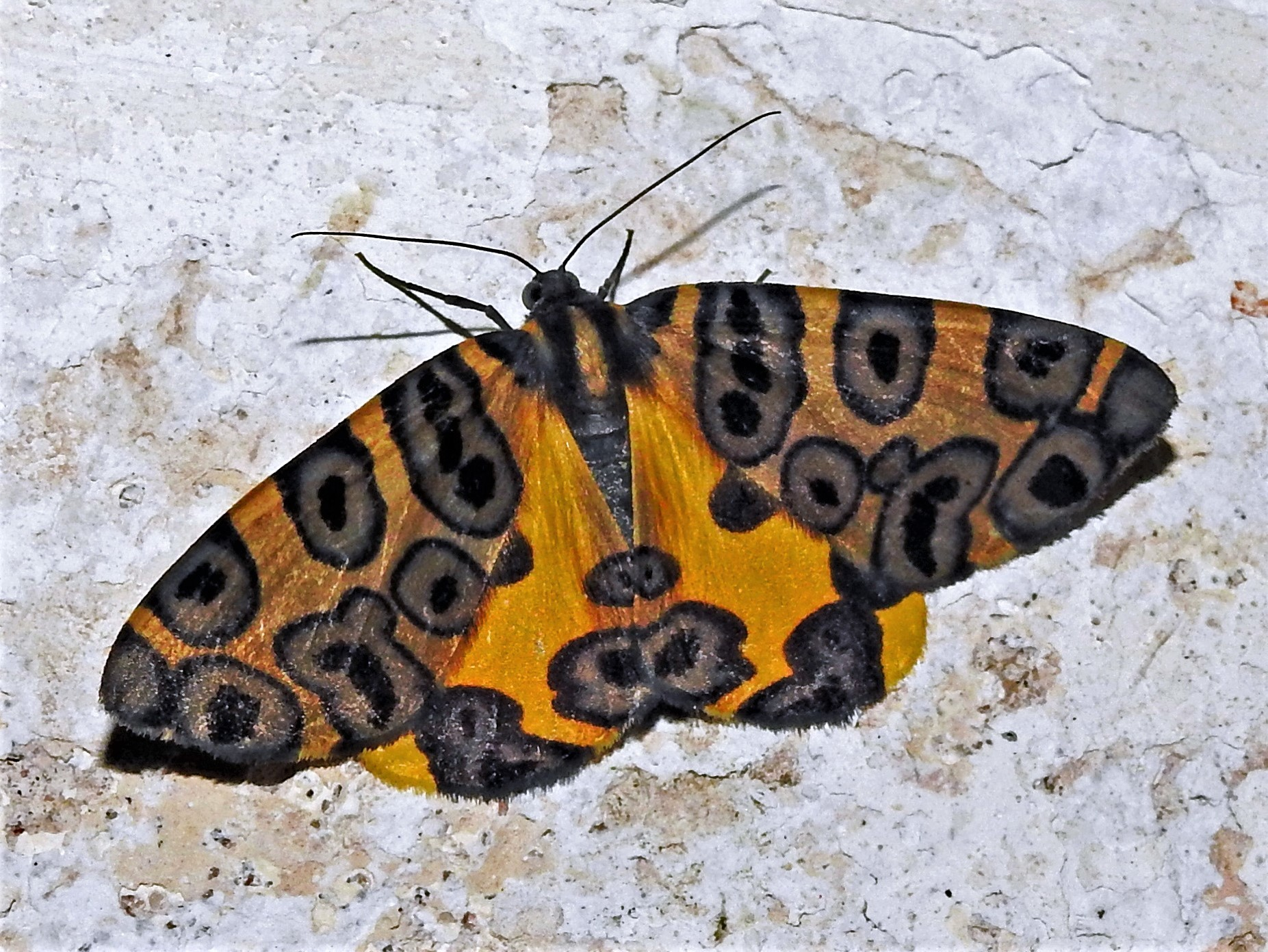
Fotografia de P. pardalaria em Tucumã, na Argentina. São encontradas perto de córregos e riachos, pousadas em rochas e folhas.
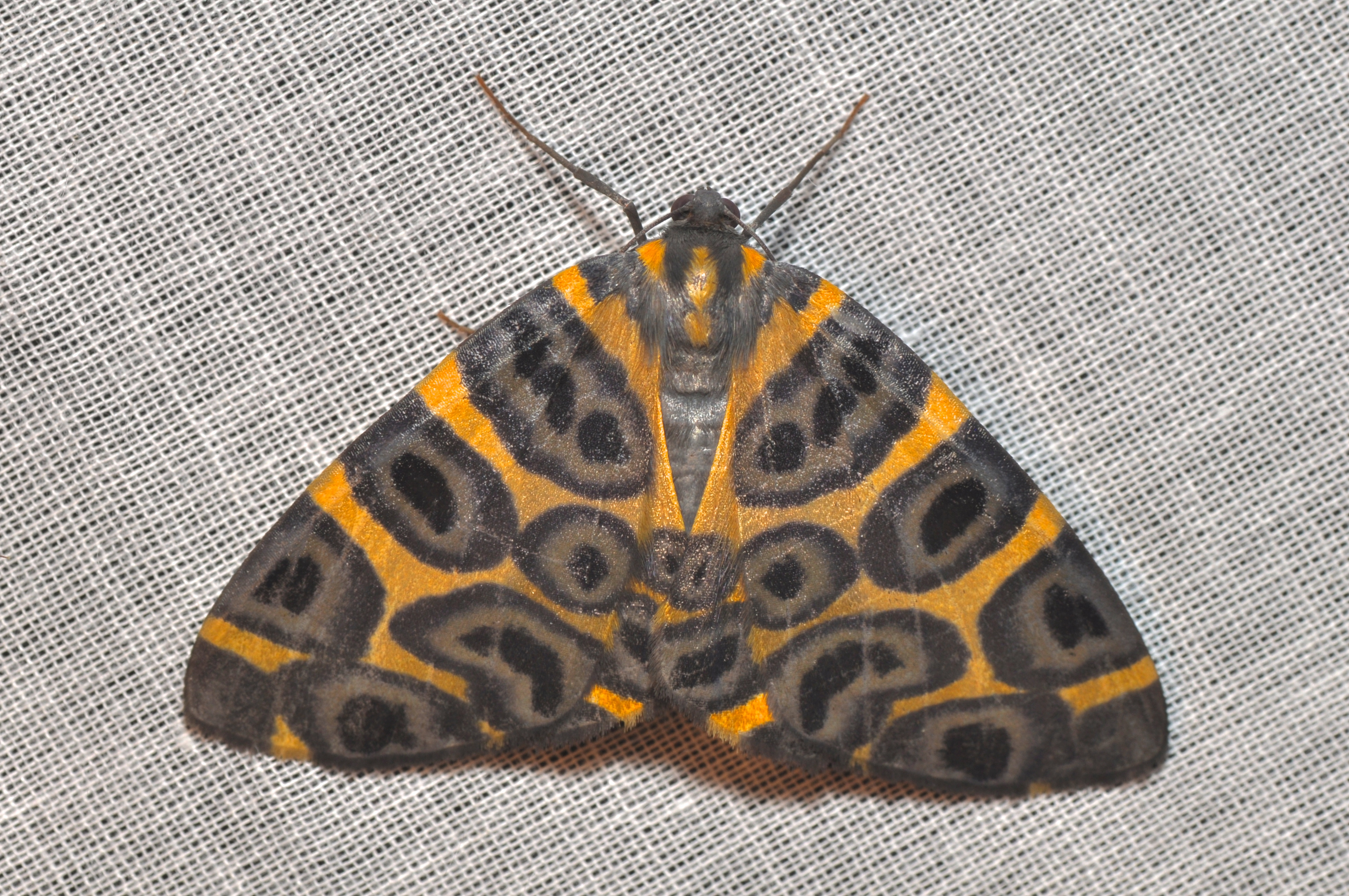
Mariposas do gênero Pantherodes são de difícil determinação de espécie pelo não especialista.[9] Na imagem P. colubraria, também encontrada no Brasil.

## Habitat e planta-alimento
São encontradas perto de córregos e riachos, frequentemente repousando em rochas e folhas parcialmente submersas, e bebendo água diretamente das suas margens; seus indivíduos adultos também se alimentando do néctar de flores. As suas lagartas, chamadas mede-palmos assim como outras de sua família (Geometridae), com seu típico padrão de flexão e extensão ao caminhar, procuram principalmente as plantas da família Urticaceae, como as pertencentes aos gêneros Boehmeria (o ramiː Boehmeria nivea), Urera (Urera baccifera) e Urtica (Urtica urens), ou plantas Bignoniaceae do gênero Tecoma (Tecoma capensis).